# Ostarbeiterabgabe
Als Ostarbeiterabgabe wurde in der Zeit des Nationalsozialismus eine spezielle Steuerabgabe bezeichnet, die ein Unternehmer für die Beschäftigung sowjetischer „Ostarbeiter“ zu zahlen hatte. Sie war nach der Lohnsumme gestaffelt und sorgte dafür, dass die geringe Arbeitsentlohnung der sowjetischen Arbeiter für den Unternehmer teurer wurde. Damit wurde es für Betriebsführer unattraktiv, andere Arbeitnehmer zu entlassen und durch konkurrenzlos billigere Ostarbeiter zu ersetzen.
Der beabsichtigte verringerte Lohnabstand wurde allerdings durch weitere Bestimmungen abgeschwächt. Ostarbeiter erhielten keinen Lohn bei Krankheit oder Unfall. Zudem entfielen Zuschläge für Arbeit an Fest- und Feiertagen oder für Überstunden.
Die Abgabe wurde zum 30. Juni 1942 mit der „Verordnung über die Einsatzbedingungen der Ostarbeiter“ (RGBl. I, 1942, S. 419 ff.) eingeführt. Der Zwangsarbeiterlohn wurde nach dem Lohn eines deutschen Arbeiters, nach Abzug von Sozialabgaben, Unterkunft- und Verpflegungskosten und der sogenannten Ostarbeiterabgabe berechnet, so dass der tatsächlich ausgezahlte Lohn sehr gering war.